# Абербаргойд
Абербарго́йд (англ. Aberbargoed, валл. Aberbargod) — невелике місто у Великій Британії, південному Уельсі, у графстві Карфіллі.

## Відомі люди

### Уродженці
- Люк Еванс, актор.
- Майкл Гліндвр, шахтар-безхатченко, тіло якого було використано для створення образу «майора Мартіна» в Операції «Мінсміт» під час Другої світової війни.